# Plumbangan
Plumbangan is een bestuurslaag in het regentschap Blitar van de provincie Oost-Java, Indonesië. Plumbangan telt 4173 inwoners (volkstelling 2010).